# Drop track
Een drop track is een stuk achtbaanrails dat naar beneden zakt als de achtbaantrein er over rijdt en zeer snel weer naar boven komt. Een voorbeeld is te vinden in Duitse attractiepark Phantasialand in de achtbanen Winja's Fear & Winja's Force.